# Flavor of Love

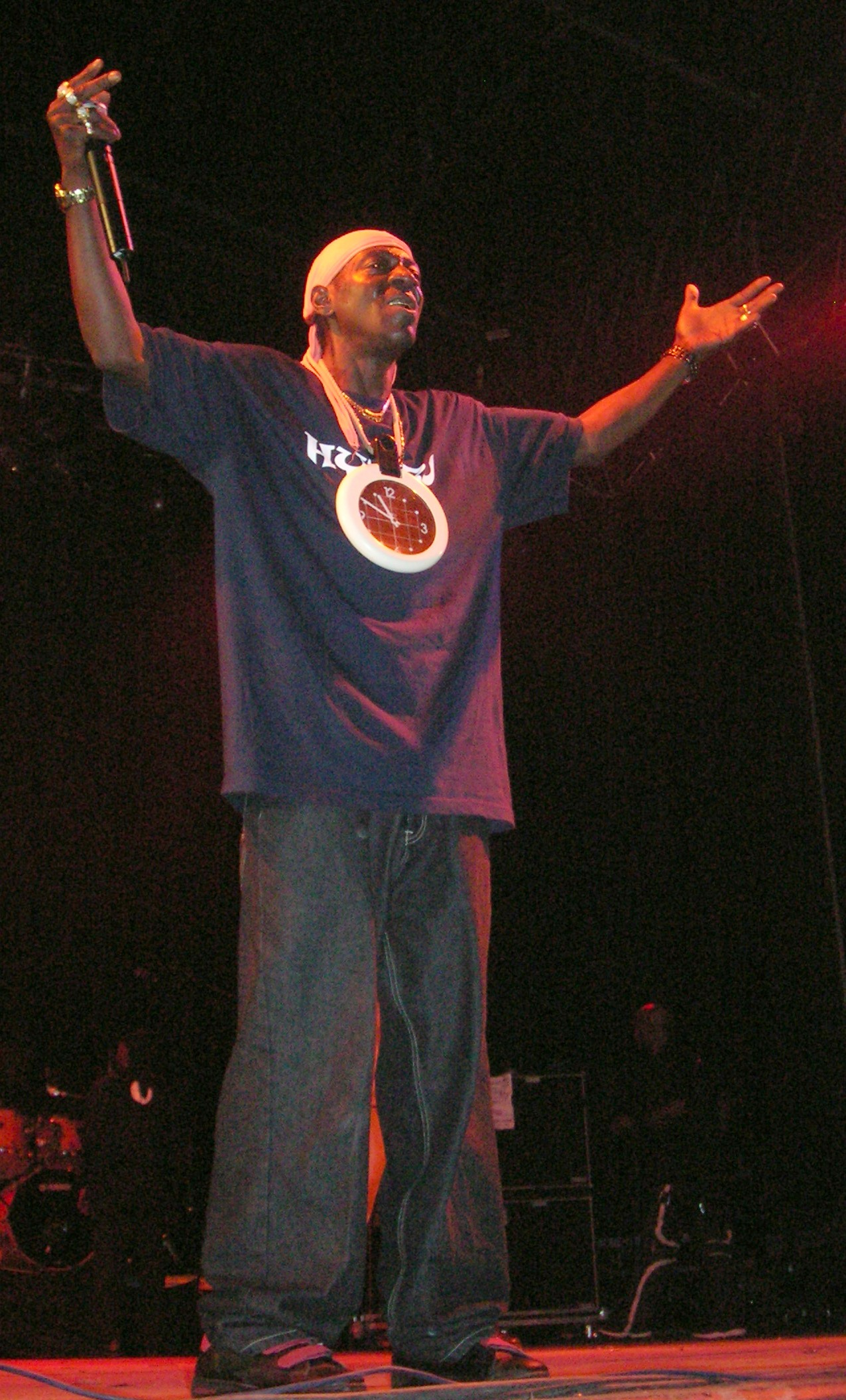
En el concierto en el Bilbao Urban

Flavor of Love es una telerrealidad estadounidense con Flavor Flav miembro del grupo de rap Public Enemy que fue transmitido en la cadena VH1 y transmitido para los formatos VH1 de todo el mundo. El programa tiene como objetivo buscar la mujer ideal para Flav y cuenta con 3 temporadas.

## Formato del programa
El programa es parte de VH1, es una telerrealidad de celebridad y tiene un formato similar a The Bachelor, Con concursantes viviendo en la casa de Flav, mientras Flav pone retos para ir eliminándolas una por una con ayuda de su guardaespaldas y chofer "Big Rick". El programa tiene 4 series derivadas: I Love New York, Charm School: La Escuelita de los Encantos, I Love Money y Rock of love.
En el programa, Flavor Flav le da a cada participante un apodo y con ese apodo se le conoce por todo el tiempo que permanece en la competencia. Flavor of Love cuenta con un reloj en cada ceremonia. A las concursantes se le da un reloj con su fotografía y el apodo detrás de las manecillas del reloj para indicarles que no son eliminadas. Cuando una concursante es eliminada, su nombre real se revela, seguido de un brindis con champaña.
.
El final de la temporada tiene lugar en un lugar tropical. Las dos finalistas y Flav pasan los últimos dos días en un complejo de lujo que precedió a su decisión final.
La semana siguiente al final de una reunión de todo el reparto está normalmente al aire. El anfitrión, La La Vázquez, dedica este tiempo a revisar los momentos más memorables y entrevistas a las participantes después de haber visto la temporada.

## Datos del programa
| Temporada        | Estreno               | Final                 | Reunión               | Ganadora                  | Segundo Lugar              | Participantes | Episodios |
| ---------------- | --------------------- | --------------------- | --------------------- | ------------------------- | -------------------------- | ------------- | --------- |
| Flavor of Love   | 1 de enero de 2006    | 12 de marzo de 2006   | 2 de abril de 2006    | Nicole Alexander "Hoopz"  | Tiffany Pollard "New York" | 20            | 11        |
| Flavor of Love 2 | 6 de agosto de 2006   | 15 de octubre de 2006 | 29 de octubre de 2006 | Chandra Davis "Deelishis" | Tiffany Pollard "New York" | 20            | 12        |
| Flavor of Love 3 | 11 de febrero de 2008 | 19 de mayo de 2008    | 26 de mayo de 2008    | Tresha "Thing 2"          | Candace Cabrera "Black"    | 21            | 16        |
| Flavor of Love 4 | 2018                  | 2018                  | 2018                  | TBA                       | TBA                        | TBA           | TBA       |

## Series derivadas

### I Love New York
Tiffany Pollard, conocida como "New York" tuvo su propio programa para buscar a su verdadero amor entre 20 hombres. I Love New York, Temporada 1 Ayudada por Mauricio Sánchez, más conocido como "Chamo", quien es el estilista de New York y Sister Patterson,  su madre. La temporada 2 con Sister Patterson pero  "Chamo" fue remplazado por "Big Ant," el guardaespaldas de New York.

### Charm School: La Escuelita de los Encantos
Trece chicas de las 2 temporadas de Flavor Of Love competían por $50,000 y el título de "Charm School Queen." Los anfitriones de la Charm School son la actriz y comediante Mo'Nique. Y sus 2 ayudantes, Mikki y Keith ayudaban a Mo'Nique a decidir a quien eliminar. La ganadora de la Charm School fue Saaphyri concursante de la segunda temporada de Flavor Of Love.

### Rock of love
Rock of love es una telerrealidad con Bret Michaels vocalista de la banda Poison como protagonista. El programa es similar a Flavor of Love, es también de la cadena VH1 y consta de 3 temporadas.

### I Love Money
I love money  es una telerrealidad, donde compiten concursantes que pasaron por Real Chance of love, I Love New York, Flavor of Love y Rock of Love. El programa consiste en que los concursantes deben realizar pruebas basadas en los programas para granar $250,000.